# Dahl (Familienname)
Dahl ist ein Familienname.

## Herkunft und Bedeutung
Dahl ist ein ursprünglich ortsbezogener Familienname, der insbesondere im deutschen, niederländischen sowie im nordgermanischen Sprachraum auftritt. Er ist abgeleitet von dem mittelniederdeutschen dal bzw. von dem altnordischen dalr, beide mit der Bedeutung „Tal“.

## Namensträger

### A
- Adolph Dahl (1886–1940), deutscher Architekt
- Albin Dahl (1900–1980), schwedischer Fußballspieler und -trainer
- Alexander Dahl (1892–1978), deutscher Luftfahrtpionier
- Alfred Dahl (1916–2011), deutscher Generalmajor der Volkspolizei
- Amira Dahl (* 2006), deutsche Fußballspielerin
- Anders Dahl (1751–1789), schwedischer Biologe und Botaniker, siehe Andreas Dahl (Botaniker)
- Anders Dahl-Nielsen (* 1951), dänischer Handballspieler, -trainer und -funktionär
- André Oktay Dahl (* 1975), norwegischer Politiker
- Andreas Dahl (Botaniker) (Anders Dahl; 1751–1789), schwedischer Biologe und Botaniker
- Andreas Dahl (Fußballspieler) (* 1984), schwedischer Fußballspieler
- Ane Dahl Torp (* 1975), norwegische Schauspielerin
- Anke Schmitz-Dahl (* 1943), Malerin und Galeristin
- Arlene Dahl (1925–2021), US-amerikanische Schauspielerin
- Arne Dahl (* 1963), schwedischer Autor
- Arnim Dahl (1922–1998), deutscher Stuntman und Artist
- Aslaug Dahl (* 1949), norwegische Skilangläuferin
- August Dahl (* 1942), evangelischer Pastor und Friedensaktivist
- Axel Dahl (1832–1880), schwedischer Landschaftsmaler der Düsseldorfer Schule sowie Zeichenlehrer

### B
- Balduin Dahl (1834–1891), dänischer Komponist und Kapellmeister
- Benedikte Dahl (* 1954), ehemalige dänische Schauspielerin
- Birger Dahl (1916–1998), norwegischer Innenarchitekt und Industriedesigner, Hochschullehrer
- Birgitta Dahl (1937–2024), schwedische Politikerin (SAP), Mitglied des Riksdag
- Bo Robin Dahl (* 1983), deutscher Basketballspieler

### C
- Carina Dahl (* 1985), norwegische Sängerin und Reality-Teilnehmerin
- Carl Dahl (Maler, 1810) (1810–1887), deutscher Maler der Düsseldorfer Schule
- Carl Dahl (Maler, 1812) (1812–1865), dänischer Marinemaler
- Carl G. Dahl (1875–1959), schwedischer Gärtner und Pomologe
- Carsten Dahl (* 1967), dänischer Jazzmusiker
- Christina Dahl (* 1965), dänische Jazzmusikerin
- Christopher Dahl (1898–1966), norwegischer Segler
- Clarence P. Dahl (1892–1976), US-amerikanischer Politiker

### E
- Edgar Dahl (Philosoph) (* 1962), deutscher Philosoph, Bioethiker und Journalist
- Edgar Dahl (Mediziner), deutscher Onkologe, Pathologe und Hochschullehrer
- Edward Dahl (1886–1961), schwedischer Leichtathlet
- Edwin Wolfram Dahl (1928–2015), deutscher Dichter
- Eilert Dahl (1919–2004), norwegischer Skisportler
- Erik Dahl (1914–1999), schwedischer Zoologe

### F
- Felicity Dahl (* 1938), britische Filmproduzentin
- Ferdinand Dahl (* 1998), norwegischer Freestyle-Skier
- Franz Dahl (1859–1950), deutscher Eisenhüttenmann
- Friedrich Dahl (1856–1929), deutscher Zoologe
- Frithjof Dahl (1903–1962), deutscher Maler

### G
- Gary Dahl (1936–2015), US-amerikanischer Erfinder und Unternehmer
- Gerburg Rohde-Dahl (* 1938), deutsche Regisseurin, Filmemacherin und Grafikerin
- Gerhard Dahl (* 1937), deutscher Psychoanalytiker
- Gisela Dahl, deutsche Fußballspielerin
- Göran Dahl (* 1953), schwedischer Soziologe und Hochschullehrer
- Günter Dahl (1923–2004), deutscher Journalist

### H
- Hanne Dahl (* 1970), dänische Politikerin
- Hannes Van Dahl (* 1990), schwedischer Musiker
- Hans Dahl (Maler) (auch Hans Fredrik Dahl; 1849–1937), norwegischer Maler
- Hans Andreas Dahl (1881–1919), norwegischer Maler
- Hans Fredrik Dahl (* 1939), norwegischer Historiker
- Harry Dahl (* 1929), deutscher Oberst des Ministeriums für Staatssicherheit (MfS) der DDR
- Håvar Dahl (* 2001), thailändisch-norwegischer Fußballspieler
- Helge Dahl (1901–1981), dänischer Schauspieler
- Henrik Dahl (* 1975), schwedischer Fußballspieler
- Hermann Dahl (1894–1939), deutscher Wasserspringer
- Hjalmar Alfred Dahl (1856–1884), norwegischer Landschaftsmaler

### I
- Ida Dahl (* 1996), schwedische Skilangläuferin
- Inez Dahl Torhaug (* 2003), schwedische Schauspielerin
- Ingolf Dahl (1912–1970), US-amerikanischer Komponist und Dirigent
- Isa Dahl (* 1965), deutsche Malerin

### J
- Jacob Dahl (1878–1944), färöischer Propst und Bibelübersetzer
- Jakob Dahl (1866–nach 1947), deutscher Landwirt, Mitglied des Nassauischen Kommunallandtags
- Jeff Dahl (* 1955), US-amerikanischer Musiker und Sänger
- Jens Dahl (Drehbuchautor) (* 1961), dänischer Drehbuchautor und Regisseur
- Jens Dahl (Eskimologe) (* 1946), dänischer Eskimologe und Anthropologe
- Jens Peter Dahl-Jensen (1874–1960), dänischer Bildhauer
- Jesper Dahl-Jörgensen (* 1985), deutsch-dänischer Journalist
- Jim Dahl (* 1930), US-amerikanischer Jazz- und Studiomusiker
- Johan Dahl (Politiker) (* 1959), färöischer Politiker und Minister der Landesregierung
- Johan Christian Clausen Dahl (1788–1857), norwegischer Maler
- Johan Fjeldsted Dahl (1807–1877), norwegischer Buchhändler und Verleger
- Johann Christian Wilhelm Dahl (1771–1810), deutscher Philologe und lutherischer Theologe
- Johann Konrad Dahl (1762–1832), deutscher Theologe, Pfarrer und Schriftsteller, siehe Konrad Dahl (Theologe)
- Johann Siegwald Dahl (1827–1902), deutscher Maler
- Johannes Dahl (1887–1959), deutscher römisch-katholischer Geistlicher
- John Dahl (Regisseur) (* 1956), US-amerikanischer Regisseur
- John Dahl (Eishockeyspieler) (* 1983), kanadischer Eishockeyspieler
- John Kristian Dahl (* 1981), norwegischer Skilangläufer
- Jon Dahl Tomasson (* 1976), dänischer Fußballspieler
- Jonas Dahl (* 1978), dänischer Politiker (SF)
- Joseph Dahl (1838–1917), katholischer Priester, Domkapitular und Generalvikar der Diözese Speyer sowie Päpstlicher Hausprälat
- Jürgen Dahl (1929–2001), deutscher Buchhändler, Journalist und Autor
- Jutta Dahl (* 1943), evangelische Theologin und Anti-Atomkraft-Aktivistin

### K
- Karl Dahl (Illustrator) (1886–1954), norwegischer Illustrator
- Karl Wilhelm Dahl (1869–1942), deutscher Landschaftsmaler der Düsseldorfer Schule
- Kevin Dahl (* 1968), kanadischer Eishockeyspieler
- Kjell Ola Dahl (* 1958), norwegischer Schriftsteller
- Konrad Dahl (Theologe) (1762–1832), deutscher Theologe, Pfarrer und Schriftsteller
- Konrad Dahl (Politiker) (1899–1955), deutscher Politiker (SPD)
- Kristian Thulesen Dahl (* 1969), dänischer Politiker

### L
- Laila Riksaasen Dahl (* 1947), norwegische lutherische Bischöfin
- Lawrence F. Dahl (1929–2021), Chemiker
- Lisbeth Dahl (* 1946), dänische Schauspielerin, Theaterregisseurin und Dozentin
- Louise Dahl-Wolfe (1895–1989), US-amerikanische Fotografin

### M
- Magnus Dahl (* 1988), norwegischer Handballtorwart
- Maria Dahl (1872–1972), deutsche Zoologin
- Michael Dahl (~1659–1743), schwedischer Porträt- und Hofmaler
- Mikkel Dahl-Jessen (* 1994), dänischer Mittel- und Langstreckenläufer
- Minik Dahl Høegh (* 1985), grönländischer Handballspieler
- Monica Dahl (* 1975), namibische Schwimmerin

### N
- Niels Fredrik Dahl (* 1957), norwegischer Dichter und Journalist
- Nils Dahl (1882–1966), norwegischer Mittel- und Langstreckenläufer
- Nils Alstrup Dahl (1911–2001), norwegischer evangelischer Theologe
- Norman Christian Dahl (1918–2004), US-amerikanischer Ingenieur

### O
- Odd Dahl (1898–1994), norwegischer Abenteurer, Polarforscher und Physiker
- Ole-Johan Dahl (1931–2002), norwegischer Informatiker
- Otto Christian Dahl (1903–1995), norwegischer Missionar und Linguist
- Ove Christian Dahl (1862–1940), norwegischer Botaniker
- Øyvind Dahl (* 1951), norwegischer Leichtathlet

### P
- Per Dahl (Eishockeyspieler) (1916–1989), norwegischer Eishockeyspieler
- Per Arne Dahl (* 1950), norwegischer lutherischer Bischof
- Peter Dahl (* 1948), dänischer Fußballspieler
- Petter Nosa Dahl (* 2003), norwegischer Fußballspieler

### R
- Ragnhild Valle Dahl (* 1998), norwegische Handballspielerin
- Regin Dahl (1918–2007), färöischer Dichter und Komponist
- Richard Dahl (1933–2007), schwedischer Leichtathlet
- Roald Dahl (1916–1990), walisischer Schriftsteller
- Robert Alan Dahl (1915–2014), US-amerikanischer Politikwissenschaftler
- Robert Dahl (Unternehmer) (* 1971), deutscher Unternehmer
- Rolf Mey-Dahl (1937–2014), deutscher Schauspieler und Autor
- Rudolf Dahl (1920–1983), deutscher Chirurg
- Ryan Dahl (* 1981), US-amerikanischer Softwareentwickler

### S
- Sabine Dahl (* 1968), deutsche Journalistin und Moderatorin
- Sandy Dahl (1960–2012), US-amerikanische Aktivistin
- Simon Dahl (* 1975), schwedischer Beachvolleyballspieler
- Sophie Dahl (* 1977), britisches Fotomodell und Schriftstellerin

### T
- Tamar Amar-Dahl (* 1968), deutsche Historikerin
- Tessa Dahl (* 1957), britische Autorin und Schauspielerin
- Theodor Dahl (1905–nach 1952), deutscher Ingenieur
- Thomas Dahl (* 1964), deutscher Organist und Chorleiter
- Thomas T. Dahl (* 1973), norwegischer Fusion- und Jazzmusiker
- Thorsten Dahl (* 1965), deutscher Politiker
- Tim Dahl (* 1985), US-amerikanischer Jazzmusiker
- Tina Dahl, schwedische Squashspielerin
- Tom E. Dahl, Tonmeister
- Tor Edvin Dahl (* 1943), norwegischer Schriftsteller
- Tora Armida Dahl (1886–1982), schwedische Erzählerin
- Tove Stang Dahl (1938–1993), norwegische Juristin
- Tracy Dahl (* 1961), kanadische Sängerin

### W
- Walther Dahl (1916–1985), deutscher Oberst der Luftwaffe
- Willy Dahl (* 1927), norwegischer Literaturhistoriker, Literaturkritiker und Schriftsteller
- Winfried Dahl (1928–2019), deutscher Werkstoffkundler und Hochschullehrer